# صوفی غلام نبی عشقری
صوفی عشقری (نام اصلی: غلام‌نبی عشقری؛ زادهٔ ۱۲۷۱ خورشیدی در قریهٔ چهل‌تن، ولسوالی پغمان، ولایت کابل – درگذشتهٔ ۹ تیر ۱۳۵۸ در کابل) از شاعران برجستهٔ افغانستان بود. او به‌واسطهٔ اشعار طنزآمیز و مردمی‌اش شهرت یافت و نقش مهمی در ادبیات معاصر افغانستان ایفا کرد.

## زنده گی نامه
غلام‌نبی عشقری در سال ۱۲۷۱ خورشیدی در قریهٔ چهل‌تن ولسوالی پغمان ولایت کابل به دنیا آمد. پدرش شیرمحمد، معروف به داده‌شیر، از بازرگانان معروف بود که در شهرهای بخارا، کابل و هند فعالیت تجاری داشت. عشقری در کودکی پدر، مادر و برادرش را از دست داد. او تحصیلات ابتدایی خود را در مسجد قریه‌اش آغاز کرد و به مطالعهٔ قرآن، پنج‌گنج، حافظ، گلستان و بوستان پرداخت. این مطالعات اولیه تأثیر عمیقی بر ذوق شعری او گذاشتند.
در ۱۸ سالگی، عشقری نخستین شعر خود را با تخلص «عشقری» سرود. بسیاری از اشعار او در روزنامه‌های آن زمان افغانستان منتشر شد و به مدت ۷۰ سال به شاعری پرداخت. در سال ۱۳۳۵ خورشیدی، شغل صحافی را برگزید و دکان او به محلی برای گردهمایی شاعران و اهل ادب تبدیل شد. عشقری در ۹ تیر ۱۳۵۸ در کابل درگذشت و در گورستان شهدای_صالحین به خاک سپرده شد.

## سبک و ویژه گی ها شعری
سبک شعری عشقری ترکیبی از زبان ادبی و عامیانه بود. او در اشعارش از واژگان روزمره بهره می‌برد و مضامین اجتماعی، عاشقانه و طنزآمیز را با زبانی ساده و روان بیان می‌کرد. بخشی از سروده‌های او در سبک واسوخت است. عشقری تحت تأثیر شیوهٔ بیان مولوی و با الهام از بیدل اشعارش را می‌سرود و افکارش را درون جامعه رها می‌کرد. او از فرهنگ عامه برای بیان پیوند شعر با زندگی مردم و مضمون‌سازی در اشعارش استفاده می‌نمود.

## آثار
جمله آثار منتشرشدهٔ عشقری می‌توان به موارد زیر اشاره کرد:
از خاک تا افلاک عشق، مقدمهٔ حیدری وجودی، پیشاور: تاج‌محل کمپنی، ۱۳۷۰ خورشیدی.
کلیات صوفی عشقری، به اهتمام عبدالحمید وهاب‌زاده، تهران: انتشارات علوی، تابستان ۱۳۷۷.

## نمونه اشعار
دوبیتی:
رفیقی می‌کنی گر با من زار
رفاقت را بود شرط‌های بسیار
چو در کار محبت پا نهادی
ز کار و بار دنیا دست بردار
غزل:
قبای مُشک و زعفر داره یارم
قد و بالای لاغر داره یارم
به صنف گل رخان شمشیر برق است
مثال تیغ جوهر داره یارم

## میراث و تاثیر
عشقری با اشعار ساده و روان خود توانست دل‌های مردم را تسخیر کند. او در پاس‌داری از شیوه‌های شعر کلاسیک و در به‌کارگیری واژگان روزمره در شعرهایش استاد بود. محبوبیت او در دورهٔ معاصر از آنجا محسوس است که استادان موسیقی در زمان حیاتش، اشعار او را با نوای موسیقی سروده‌اند. دکان عشقری، کانون شمار زیادی از اهل شعر و موسیقی بود و جمعی از شاعران امروزی از همان دکان کوچک فیض‌ها برده‌اند.